# Geognosi
Geognosi (av grekiska: ge, jord, och gnõsis, kunskap), var förr en allmänt använd benämning för den del av geologin som har till föremål att undersöka och beskriva den närvarande beskaffenheten av jordskorpans alla delar och de olika förhållanden (med avseende på utsträckning, form och begränsning), i vilka de uppträder till varandra. Geognosin innebar således ett angivande av observerade fakta, utan några slutledningar rörande tillkomstsättet och dettas orsaker, något som numera innefattas i ämnet geologi.